# SSC Ultimate Aero TT
SSC Ultimate Aero TT – hipersamochód produkowany pod amerykańską marką SSC w latach 2006–2013.

## Historia i opis modelu

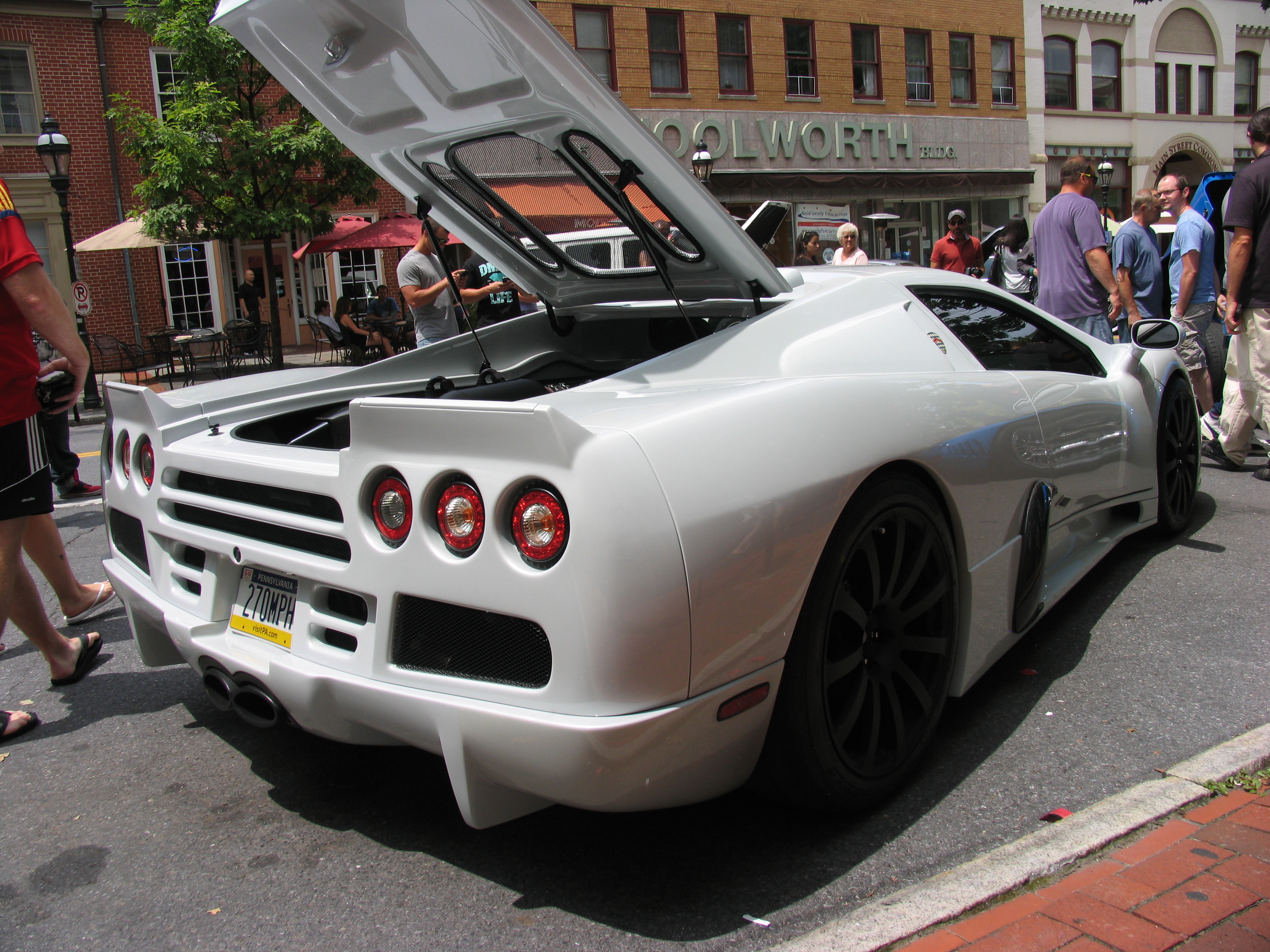
SSC Ultimate Aero TT - tył

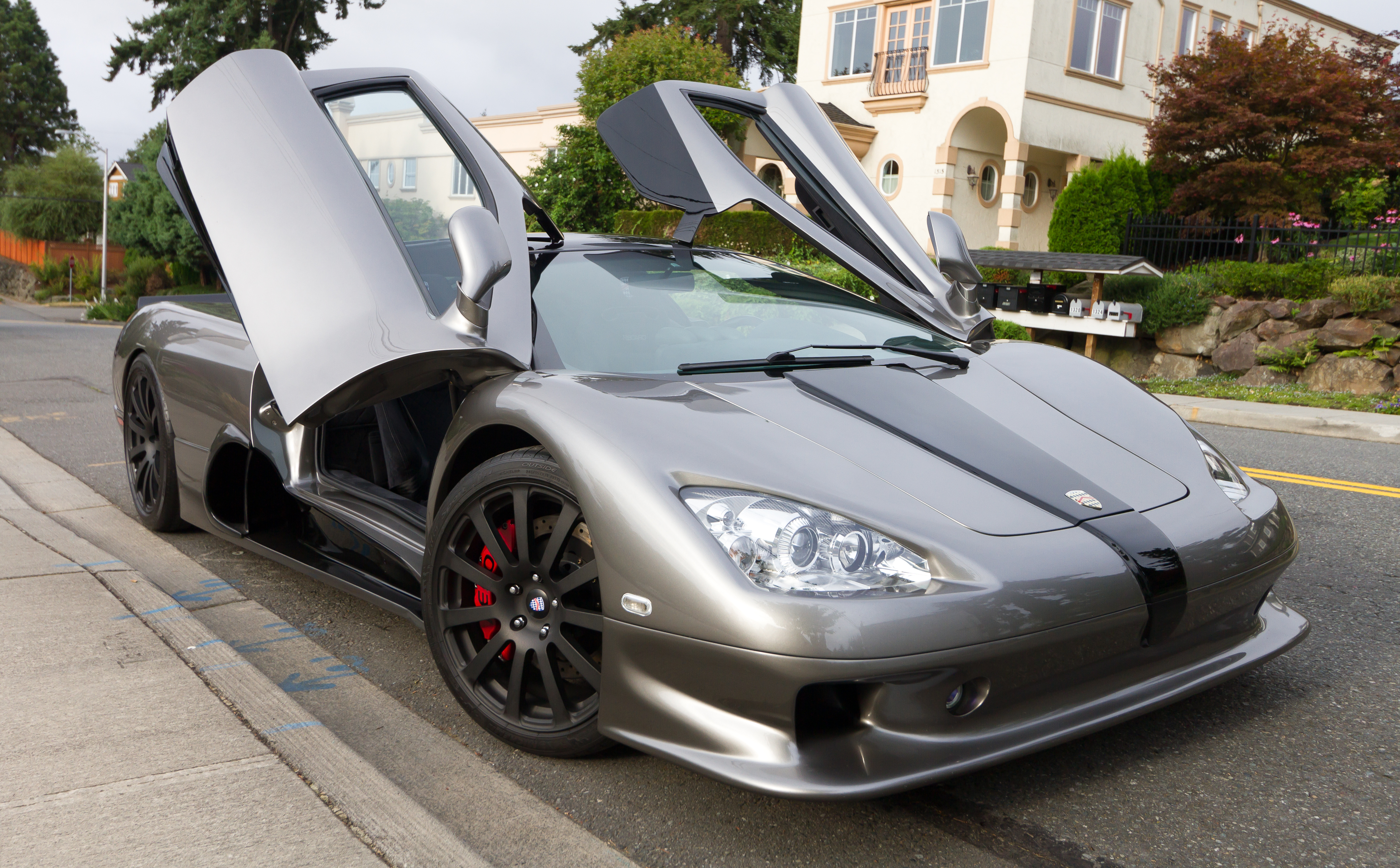
SSC Ultimate Aero TT - otwarte drzwi

SSC Aero SC/8T prototyp #001 został skonstruowany w 2004 roku. Wyposażony był w pochodzący z Chevroleta Corvette ZR1 silnik połączony z sześciobiegową, manualną skrzynią biegów G-64 (używana w samochodzie Dodge Viper). Prototyp ważył około 2800 funtów. Prototyp #001 został sprzedany w roku 2008 na aukcji Barett-Jackson Palm Beach za 172.000 USD.
Seryjny SSC Ultimate Aero TT został zaprojektowany jako bezpośredni rywal dla Bugatti Veyrona, miał osiągać prędkość ponad 407 km/h oraz przyspieszać od 0 do 60 mil na godzinę (0-96 km/h) w czasie 2,78 s (wersja Ultimate Aero TT). SSC Aero powstał przy współpracy Jeroda Shelby'ego oraz Athana Aridasa, który przez siedem lat pracował nad jego projektem. W momencie premiery był to najszybszy produkowany seryjnie samochód, osiągający prędkość 412 km/h; wynik ten zmierzono 13 września 2007 w West Richland.
W nadwoziu Aero zastosowano otwierane pionowo drzwi, znane z samochodów takich jak: Mercedes-Benz SLR McLaren, Saleen S7, McLaren F1 czy Ferrari Enzo. Do wykonania karoserii użyto włókien węglowych oraz tytanu, przyczyniło się to do niskiej masy standardowej wersji Aero (1233 kg). Wersja Ultimate Aero jest jeszcze lżejsza, wagę zmniejszono do 1179 kg poprzez usunięcie klimatyzacji, systemu nawigacji, car-audio, wyświetlacza video/DVD oraz czujników cofania. Elementy te umieszczono na liście opcjonalnego wyposażenia.
Bazową wersję Aero napędza doładowana mechanicznie jednostka V8 o pojemności 6,2 l (387,4 cali sześciennych) generująca moc 787 HP przy 6600 obr./min i moment obrotowy równy 998 Nm (736 ft-lb) przy 5800 obr./min. Wariant Ultimate Aero otrzymał silnik o większej pojemności i mocniejszym doładowaniu, co zaowocowało mocą 1183 HP przy 6950 obr./min oraz 1113 Nm (821 ft-lb) osiąganymi przy 6200 obr./min (na paliwie 104-oktanowym).
Podczas testów w tunelu aerodynamicznym zmierzono, że Ultimate Aero, przy odpowiednim przełożeniu skrzyni biegów, teoretycznie jest w stanie osiągnąć prędkość 437 km/h (273 mph). Dla bazowego Aero zmierzono teoretyczną prędkość 380 km/h.

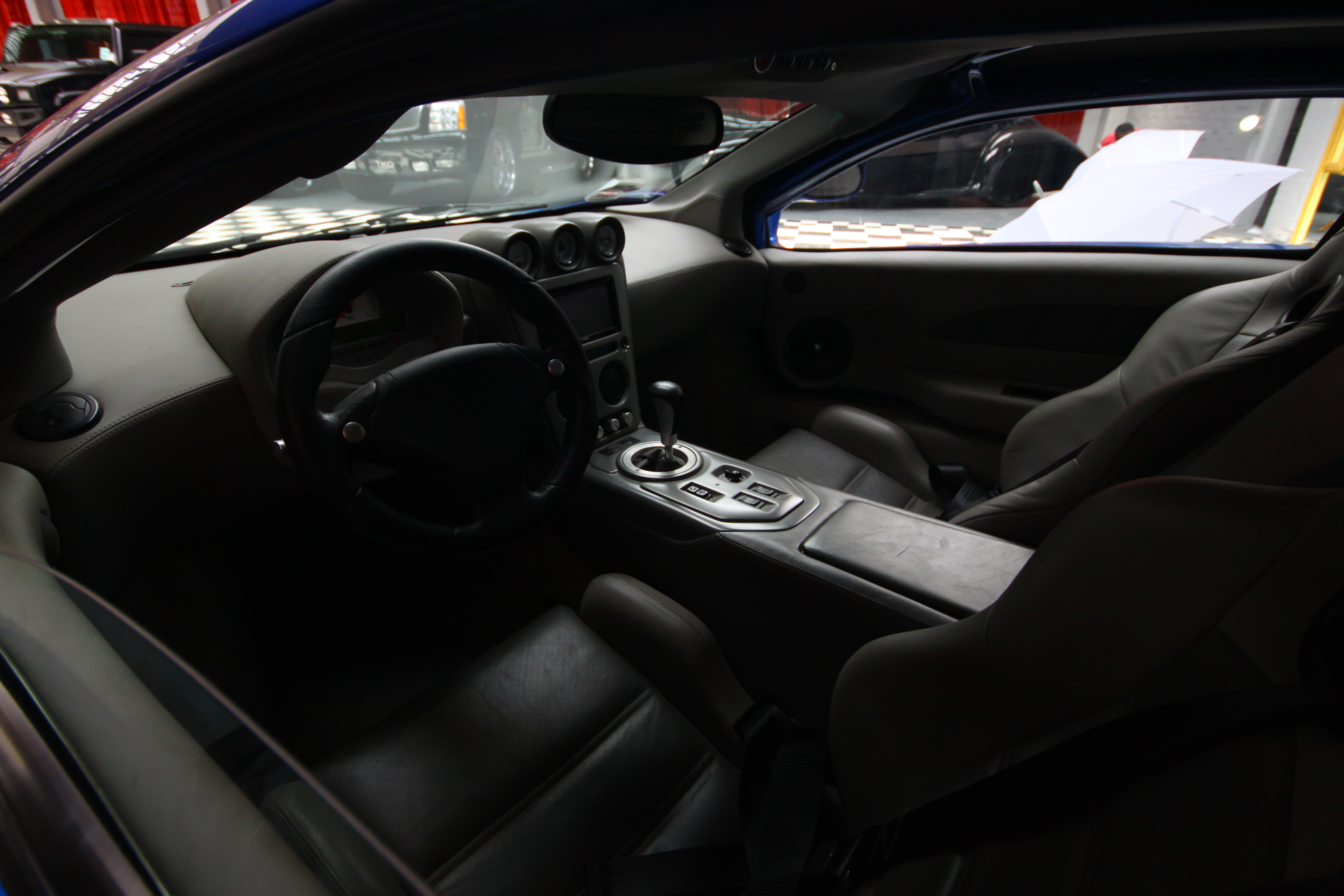
SSC Ultimate Aero TT - kokpit

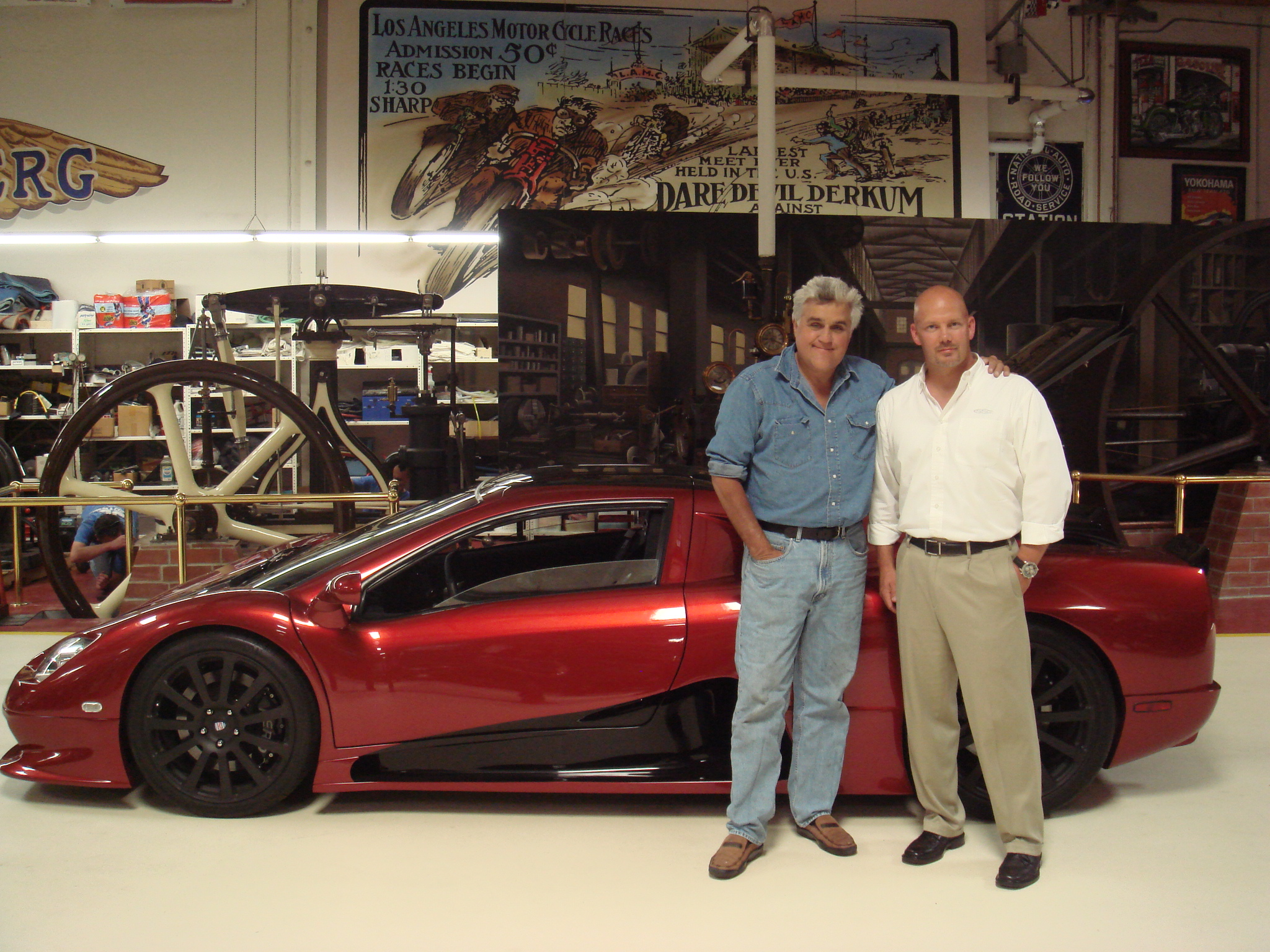
Jay Leno i Jerod Shelby przy SSC Ultimate Aero TT

W 2007 roku zaprezentowano nieznacznie zmodyfikowany model. Zastosowano ten sam silnik co przed rokiem, Ultimate Aero TT otrzymał natomiast motor o pojemności 6,35 l (387,2 cali sześciennych), jego moc szacowana jest na 1183 HP przy 6950 obr./min, a moment obrotowy na 1483 Nm (1094 ft·lbf) przy 6150 obr./min, sprężarka mechaniczna została zastąpiona przez dwie turbosprężarki. Samochód przystosowany jest do jazdy na 91-oktanowej benzynie. Sześciobiegowa skrzynia biegów została przygotowana do osiągnięcia 437 km/h, jednak do tej pory nie udało się oficjalnie odnotować takiej prędkości.
W roczniku 2008 Ultimate Aero wprowadzono trzy zmiany: nowy, w całości aluminiowy blok silnika, koła HRE Monoblok w standardzie oraz ystem Azentek Atlas
Prędkość maksymalna jaką osiągać ma '08 Aero TT określana jest na 458 km/h (284.60 mph), nie została ona jednak do tej pory osiągnięta w testach.
W 2009 roku samochód ponownie przeszedł obszerne modyfikacje. Ultimate Aero został wyposażony w mocniejszy o 15% silnik, który teoretycznie pozwolić mógłby na rozpędzenie się samochodu do 462 km/h. W celu zapewnienia lepszej wentylacji motoru oraz przeciwdziałaniu jego przegrzewaniu, zwiększono o prawie 20% dopływ powietrza, efekt uzyskano poprzez montaż wlotów powietrza wykonanych z włókna węglowego. Modernizacji uległa przednia część nadwozia oraz kabina pasażerska. W samochodzie zaczęto także montować system AeroBrake, sprawia on, że spoiler poprzez podniesienie się o prawie 20 centymetrów zwiększa opory aerodynamiczne przyczyniając się do zwiększenia siły hamującej.

### Ultimate Aero EV
SSC ogłosiło chęć wdrożenia do produkcji modelu Ultimate Aero EV, supersamochodu z napędem elektrycznym. Moc jaką generować miał napęd wynosić będzie 500 KM (373 kW). Pojazd nie trafił jednak do seryjnej produkcji.

### Pomiary prędkości
SSC ogłosiło pobicie rekordu prędkości osiągniętej przez produkowany seryjnie samochód dopuszczony do ruchu ulicznego, 13 września podano wynik 412,23 km/h, osiągnięty w West Richland. Podana wartość to średnia maksymalnych prędkości przejazdów trasy (w jedną i drugą stronę), zgodnie z zasadami Księgi Rekordów Guinnessa. Podczas pierwszego przejazdu zmierzono 414,26 km/h, w drugą stronę osiągnięto wynik 410,19 km/h, co wystarczyło do pobicia poprzedniego rekordu, ustanowionego przez Bugatti Veyrona, o 3,78 km/h. 

## Dane techniczne

### SSC Aero
- Przyspieszenie 0-100 km/h: 3,1 s
- Prędkość maksymalna: 380 km/h

### SSC Ultimate Aero TT
Testów przyspieszenia/hamowania dokonała redakcja amerykańskiego czasopisma "Road & Track", poniżej znajdują się rezultaty. Ponieważ znana już była prędkość maksymalna pojazdu, testerzy nie dokonali jej pomiaru.
- Silnik: V8 6349 cm³ OHV bi-turbo, 2 zawory na cylinder
- Stopień sprężania: 8,98:1
- Moc maksymalna: 1200 KM (882 kW) przy 6950 obr./min (2007)
- Maksymalny moment obrotowy: 1483 N•m przy 6150 obr./min
- Maksymalna prędkość obrotowa silnika: 7200 obr./min
- Opony: przód: 9,5 x 19 / tył: 13 x 20
- Hamulce: przód: 356 mm / tył: 356 mm
- Przyspieszenie 0-100 km/h: 2,78 s
- Przejazd 1/4 mili ze startu zatrzymanego (czas / prędkość maksymalna): 9,90 s przy 232 km/h
- Przeciążenie: 1,05 g

- Prędkość maksymalna: 13 września 2007 zmierzono uznaną przez Księgę Rekordów Guinnessa średnią maksymalnych prędkości przejazdu w obie strony trasy równą 412,23 km/h oraz najwyższą prędkość przejazdu wynoszącą 414,26 km/h[7].